# Edmund Nagy
Edmund Nagy, ou Miklós Nagy en hongrois (né le 11 janvier 1918 et mort à une date inconnue), est un footballeur international roumain d'origine hongroise, qui évoluait en attaque.

## Biographie

### Club
Il joue pendant sa carrière dans le club roumain du Crișana Oradea.

### Équipe de Roumanie
Il est sélectionné par les deux entraîneurs roumains de l'équipe de Roumanie, Săvulescu et Rădulescu, pour participer à la coupe du monde 1938 en France, où la Roumanie est éliminée en 8e de finale par Cuba.